# 5793 Ringuelet
5793 Ringuelet là một tiểu hành tinh vành đai chính với chu kỳ quỹ đạo là 1578.5727343 ngày (4.32 năm).
Nó được phát hiện ngày 5 tháng 10 năm 1975.